# Steko’s Fight Night

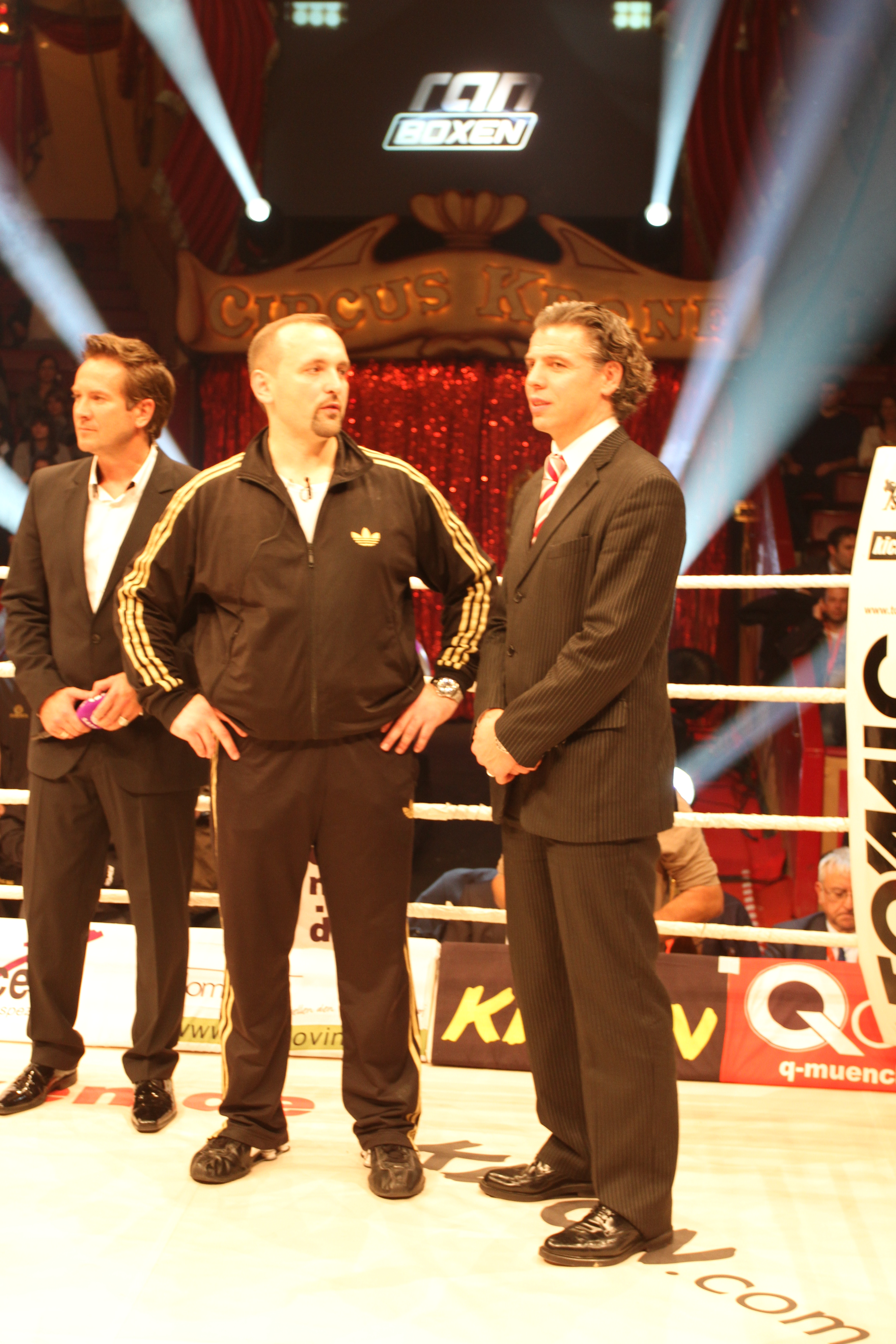
Steko’s Fight Night 2011 in München Pavlica Steko mit Klaus Nonnemacher

Steko’s Fight Night ist die größte Kickbox-Kampfsportveranstaltung in Deutschland. Durch die Live-Übertragung von Sat.1 wird ein Millionenpublikum erreicht. Hier wurden bis 2012 offizielle WKA-Weltmeisterschaftskämpfe und seit 2012 auch ISKA und WKU-Weltmeisterschaftskämpfe  ausgetragen.

## Geschichte
Die Steko’s Fight Night wurde im Jahr 1998 von Ivan Steko gegründet. Seine Söhne die Kickbox-Weltmeister  Mladen und Pavlica führten die Veranstaltung später weiter und bauten sie noch aus. 
Pavlica Steko war wie sein Bruder Mladen auch, lange Zeit deutscher Nationaltrainer der WKA-Kickbox-Nationalmannschaft.
Inzwischen organisieren sie jährlich vier bis fünf Kampfsportveranstaltungen in der Reihe Steko’s Fight Night. Diese Veranstaltungen wurden bisher entweder im Rahmen der offiziellen WKA-Weltmeisterschaften (WKA-WM 2011 in Karlsruhe) ausgetragen oder sie finden  als eigenständige Veranstaltungen in großen Hallen wie der Olympia-Eissporthalle in München statt. In Zukunft werden diese Kickbox-Veranstaltungen auch nach den  Regularien des ISKA Verbands ausgetragen. Die Hallen mit mehreren Tausend Zuschauern sind meist ausverkauft. Zusammenfassungen der Kämpfe kommen anschließend auf Kabel1 und Sport1. Vor allem durch die Live-Übertragungen der Weltmeisterschafts-Kämpfe auf SAT1 von Christine Theiss, Julia Irmen, Michael Smolik und Marie Lang wurde die Steko’s Fight Night bekannt.

## Kämpfer
Im Boxstall von Steko kämpfen bisher folgende Weltmeister: Christine Theiss, Semen Poskotin, Besim Kabashi, Florian Pavic, Daniel Dörrer, Julia Irmen, Marie Lang, Pietro Vecchio, Cindy Metz, Marco Ross, Dominik Haselbeck, Jens Lintow, Marko Rajkovoc, Emil Zoraj, Sebastian Preuss, Almedin Hasangic, Ramin Abtin, Willy Poskotin, Willy "The Lion", Dardan Morina und Michael Smolik.

## Bilder

Steko’s Fight Night
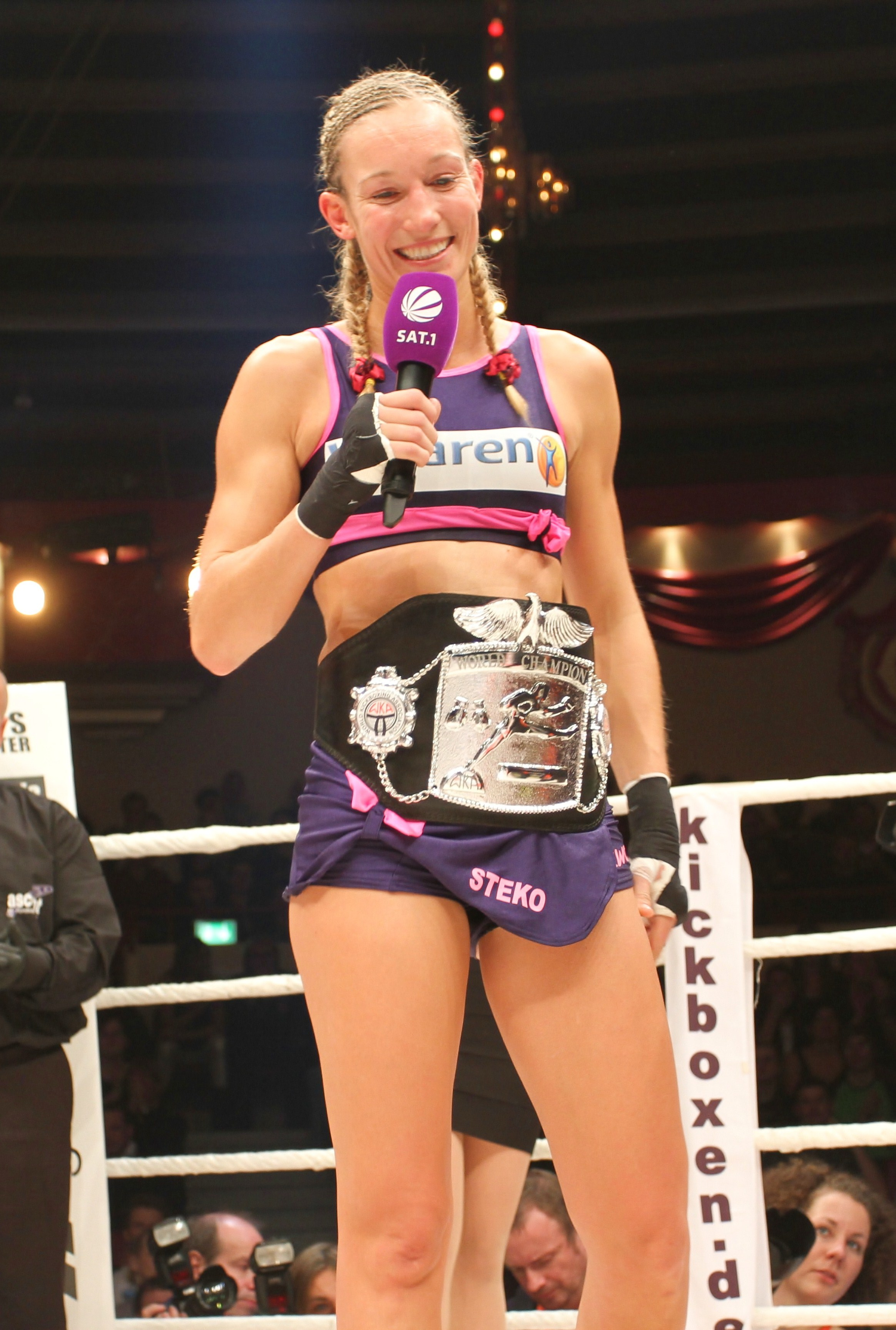
Christine Theiss
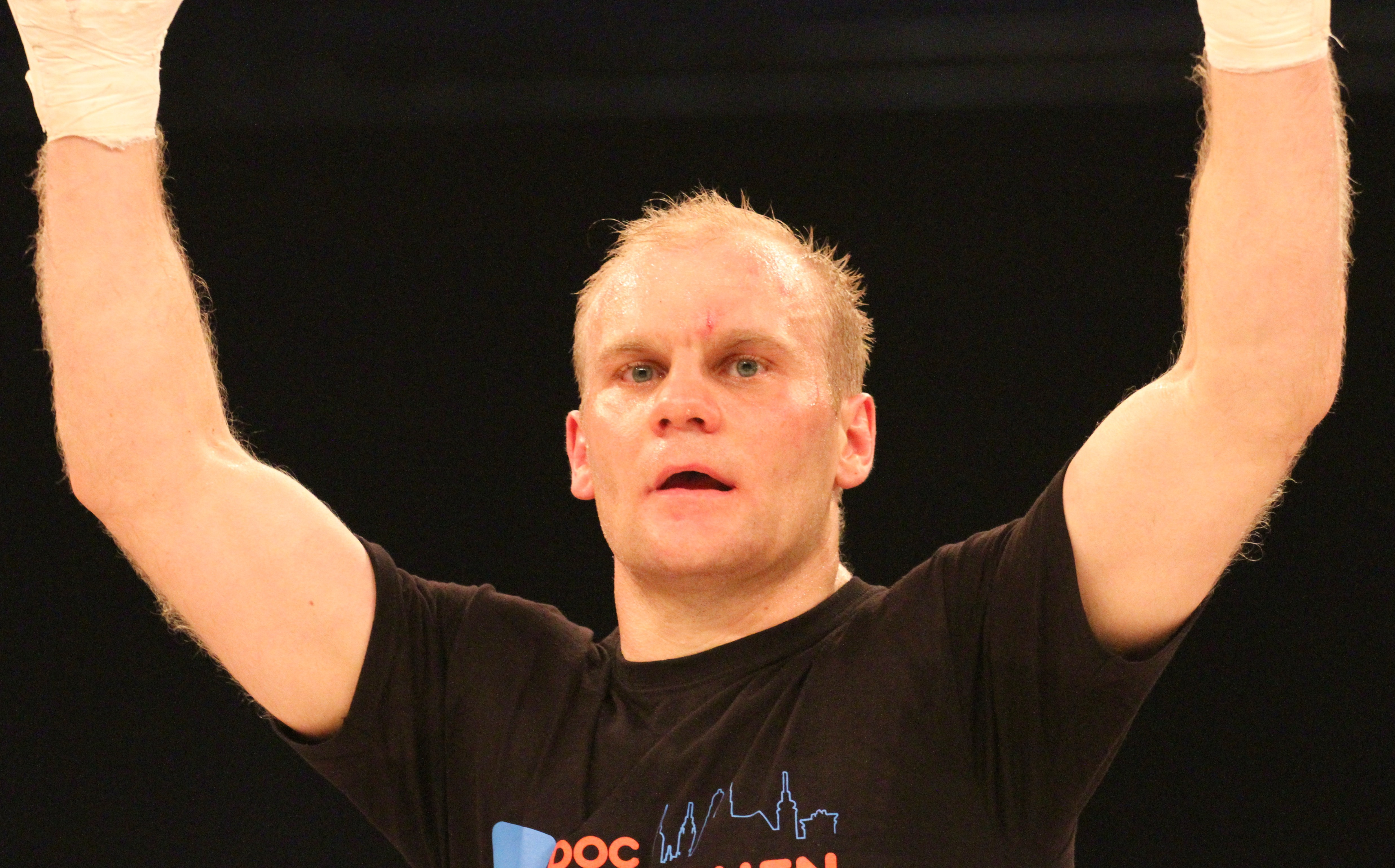
Semen Poskotin
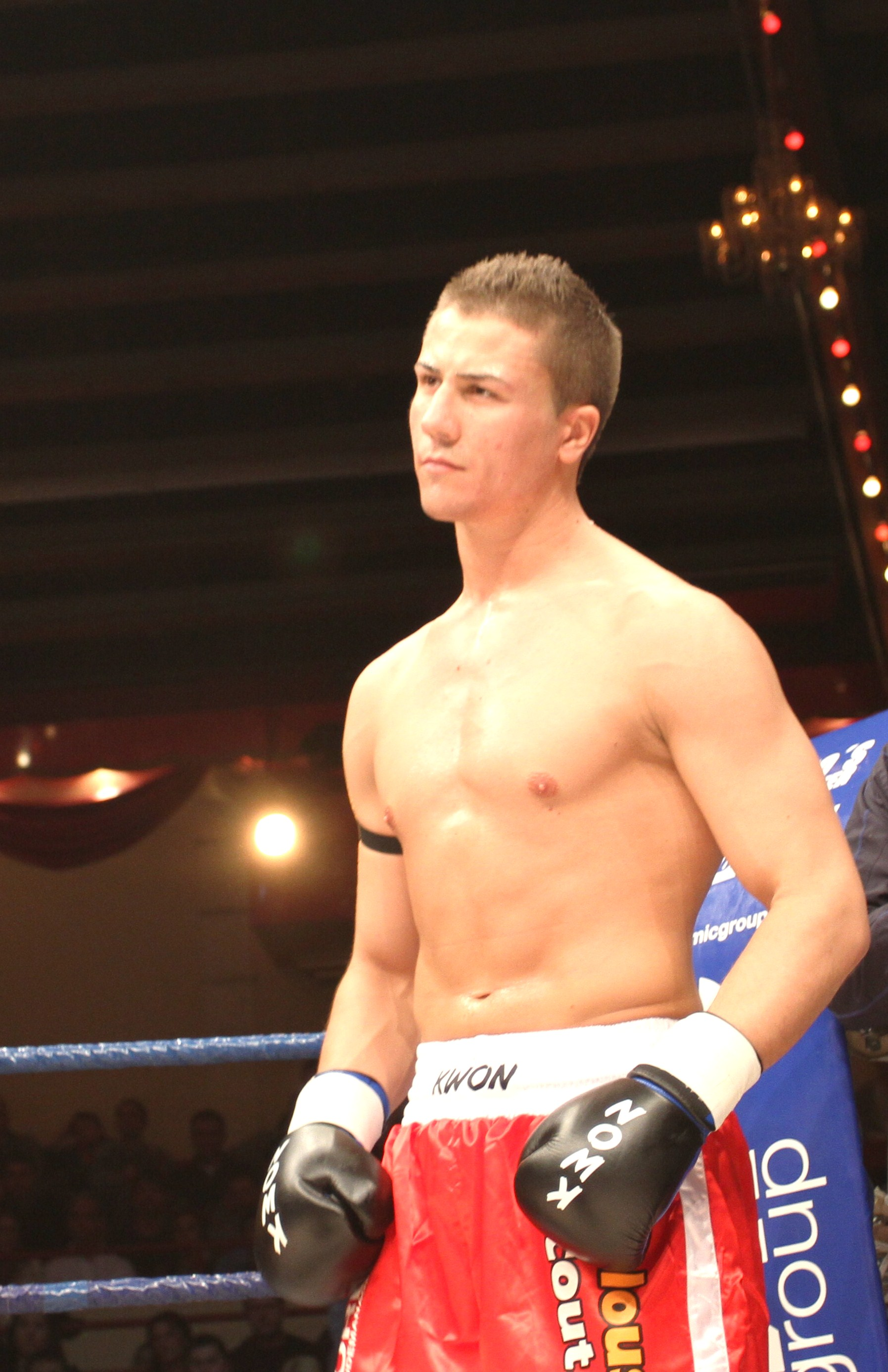
Florian Pavic
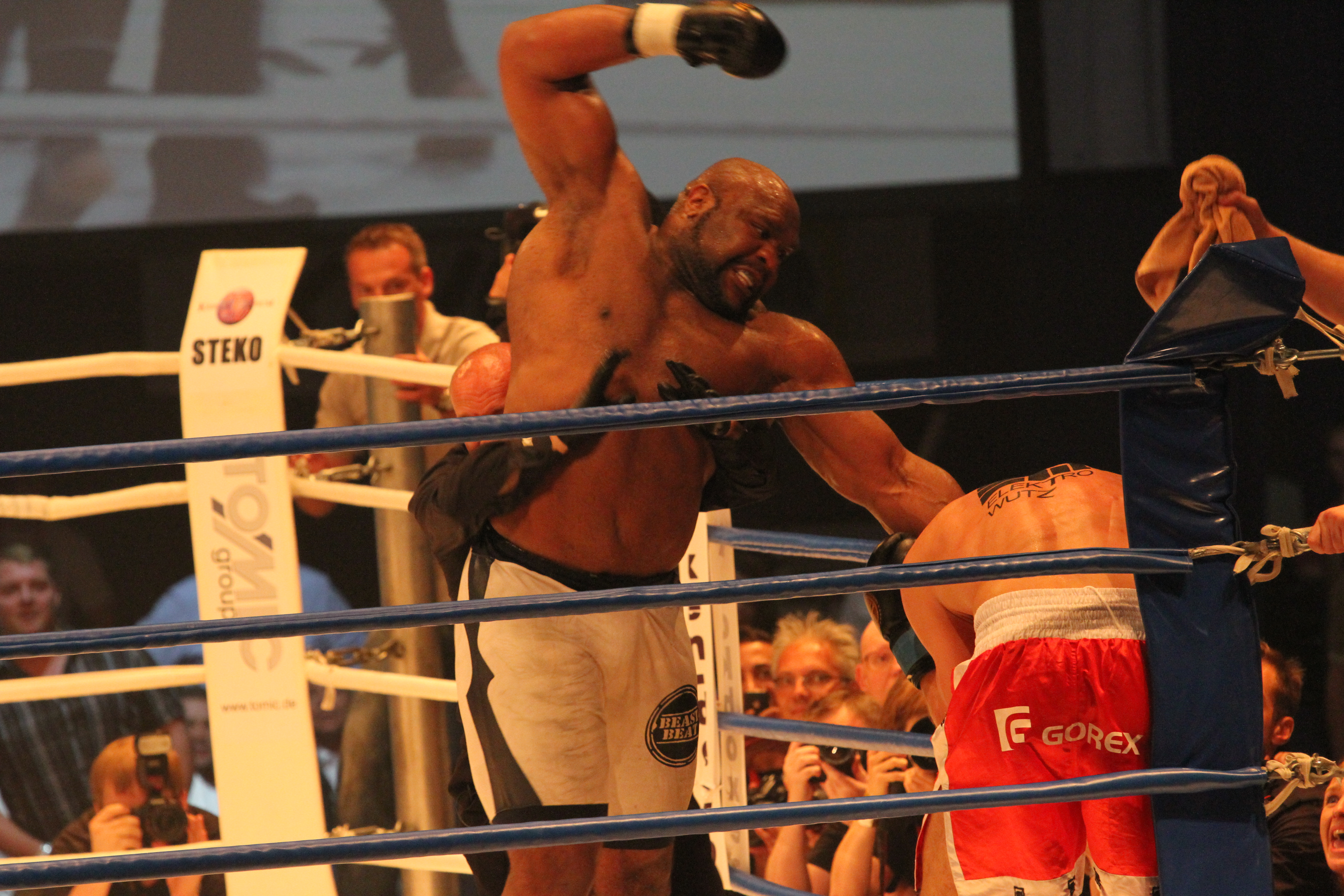
Florian Pavic vs. Bob Sapp
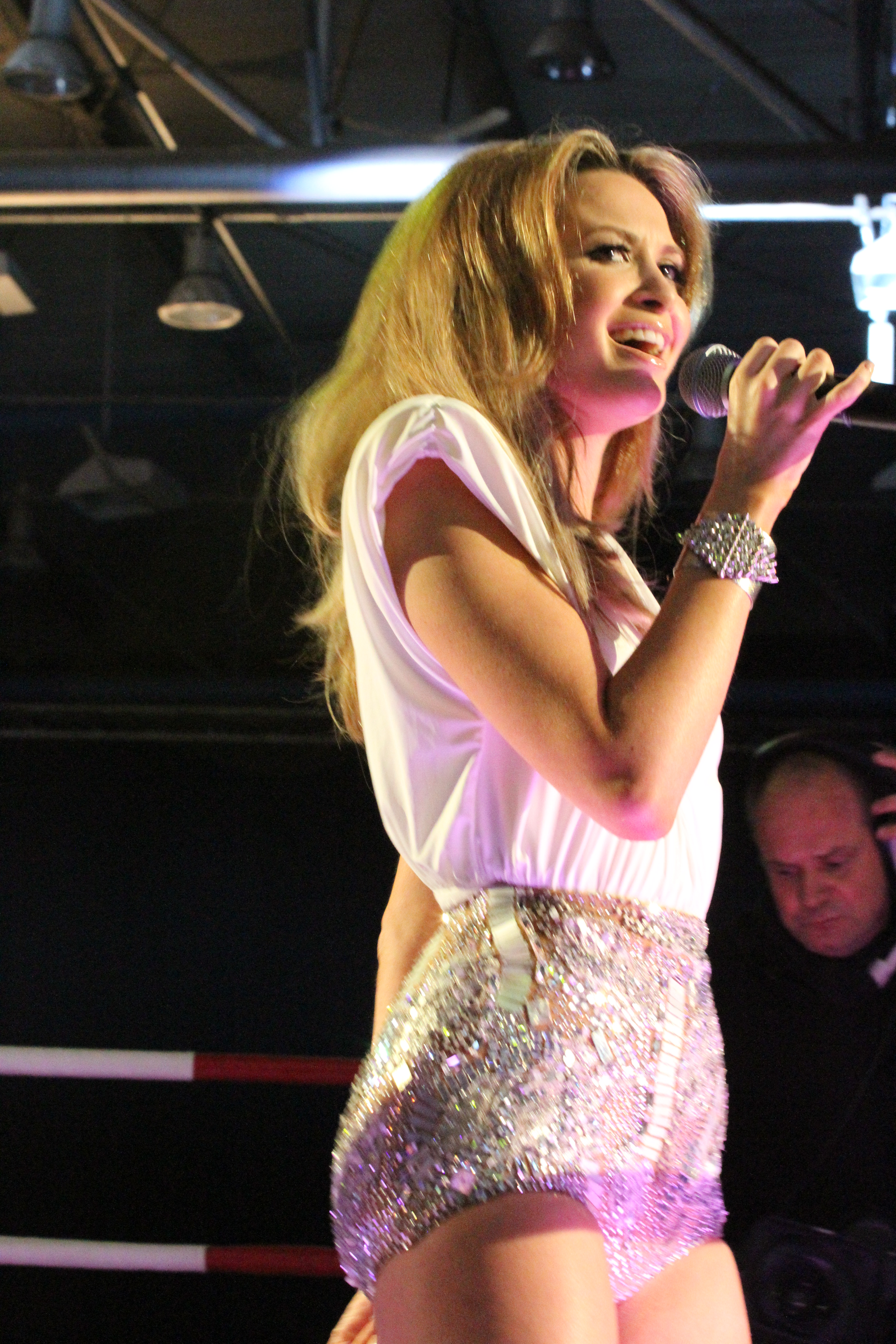
Mandy Capristo 2012
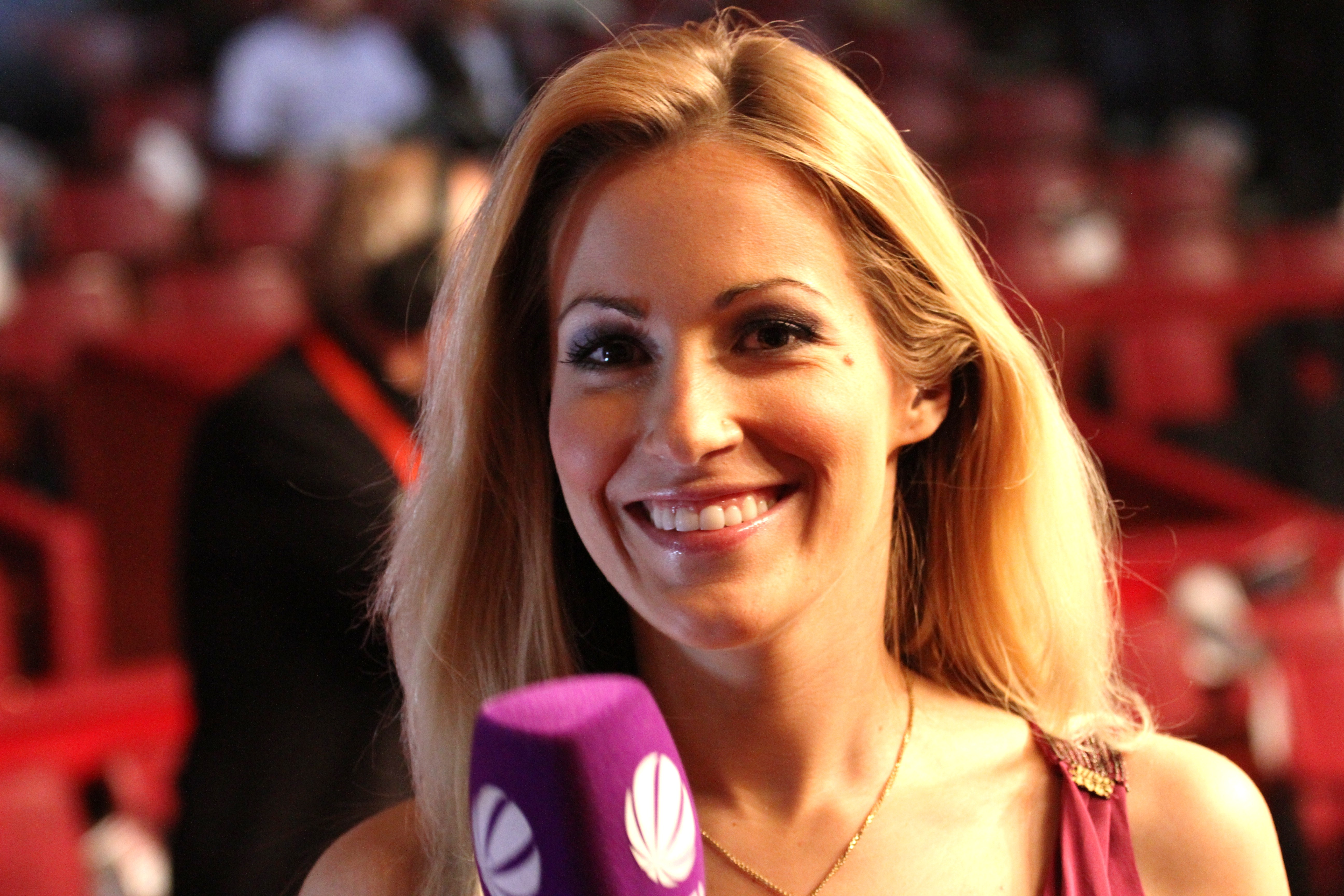
Andrea Kaiser von Sat.1
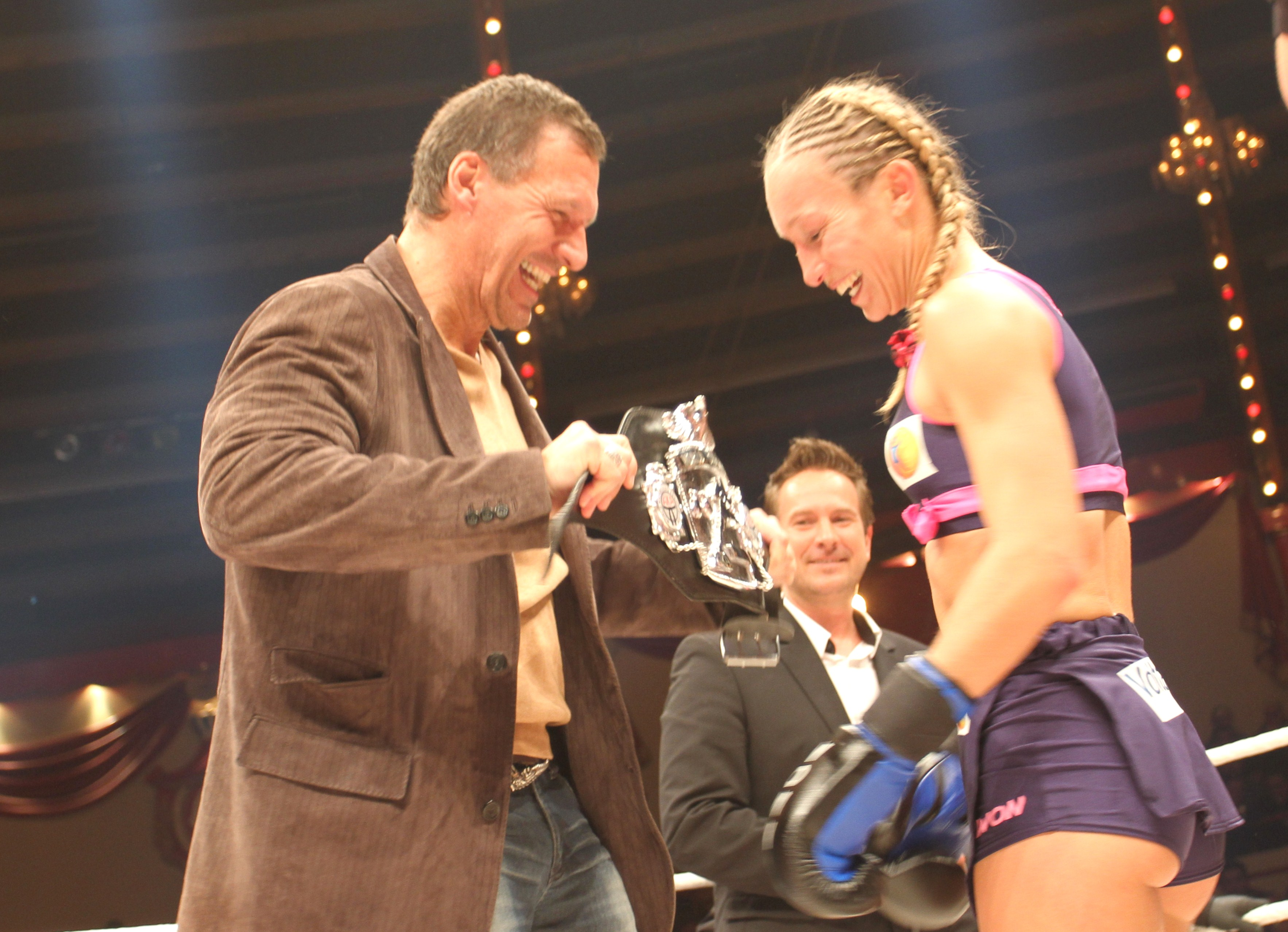
Ralf Möller und Christine Theiss
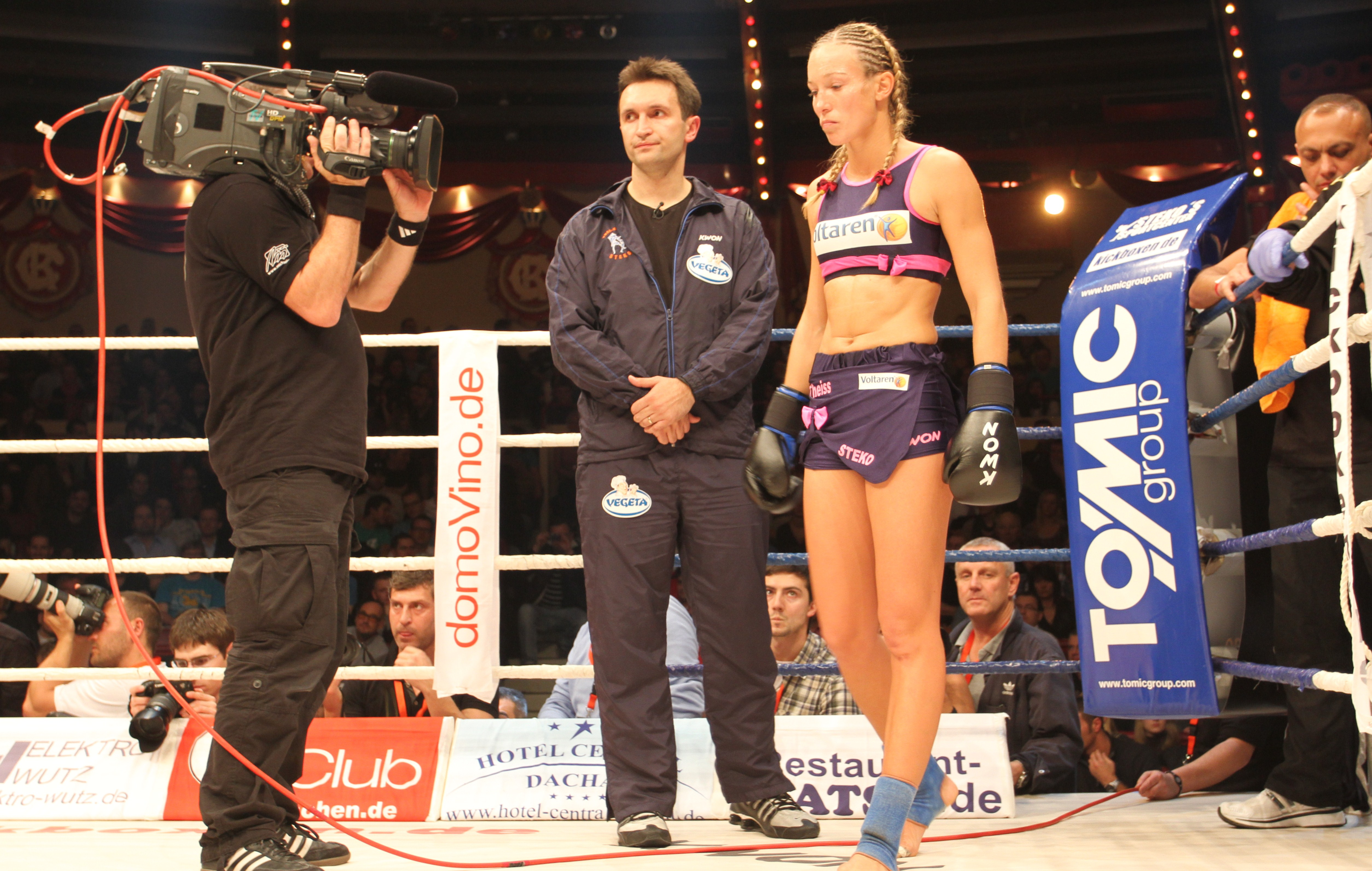
Mladen Steko und Christine Theiss
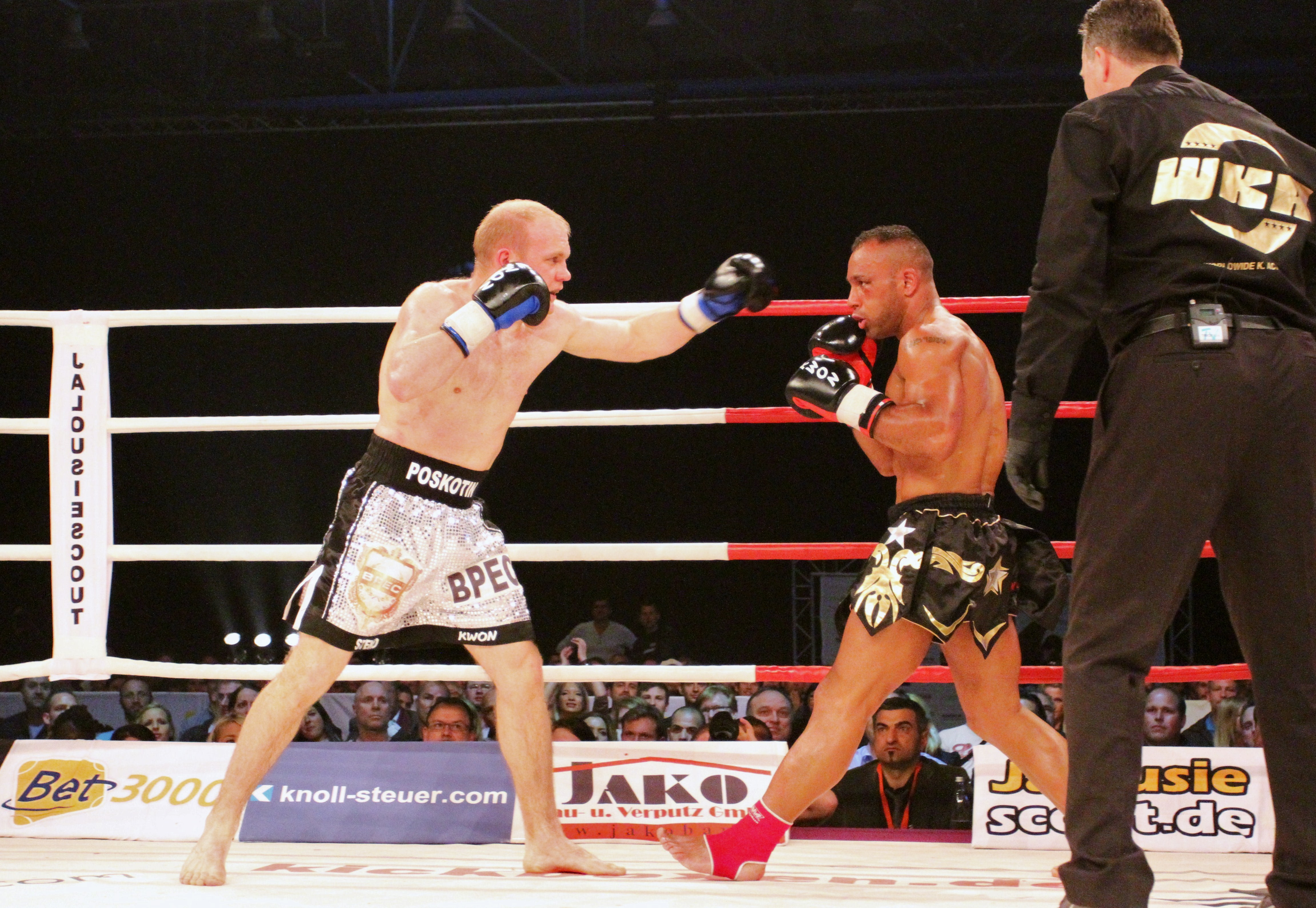
Poskotin vs. Borrel
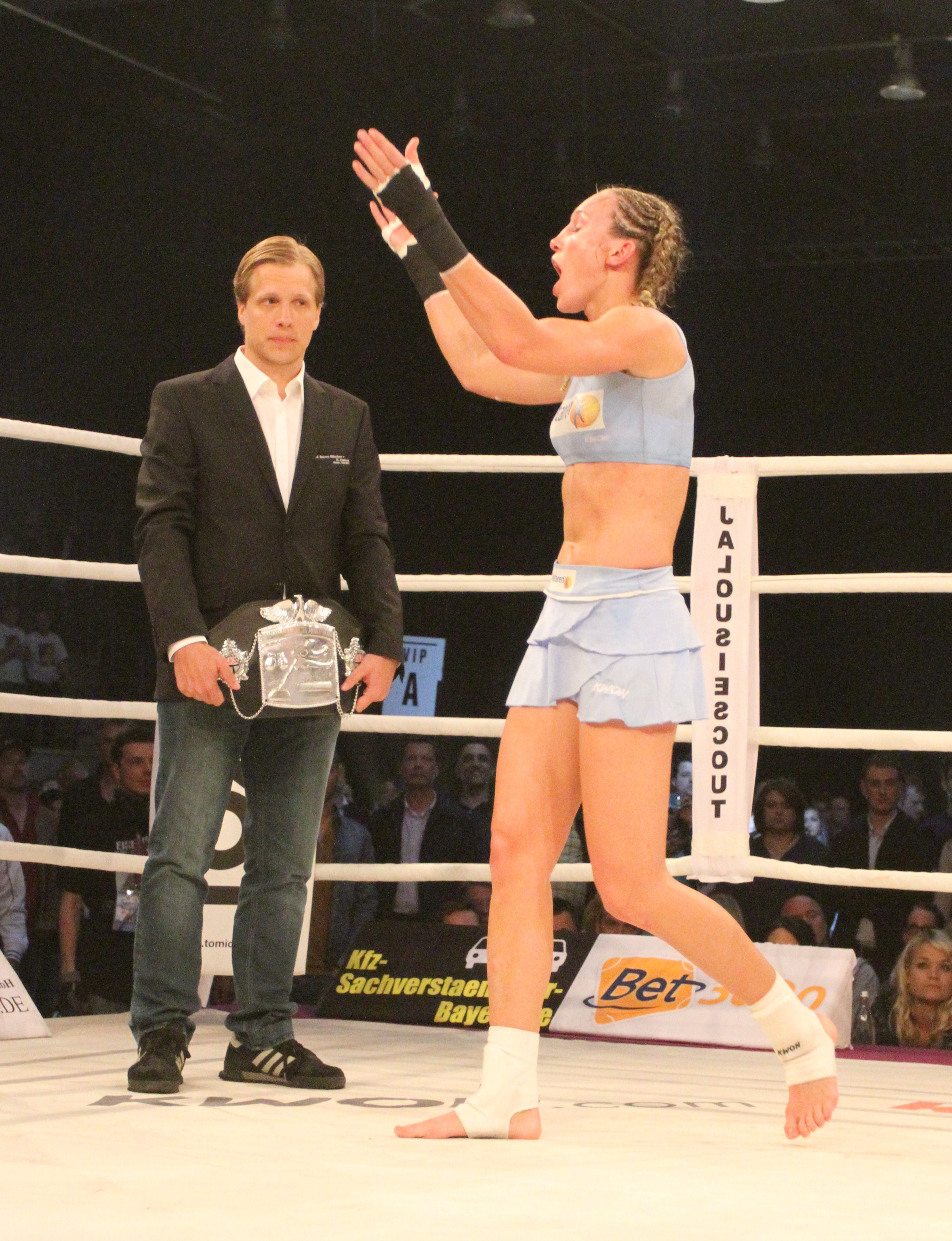
Oliver Pocher und Christine Theiss
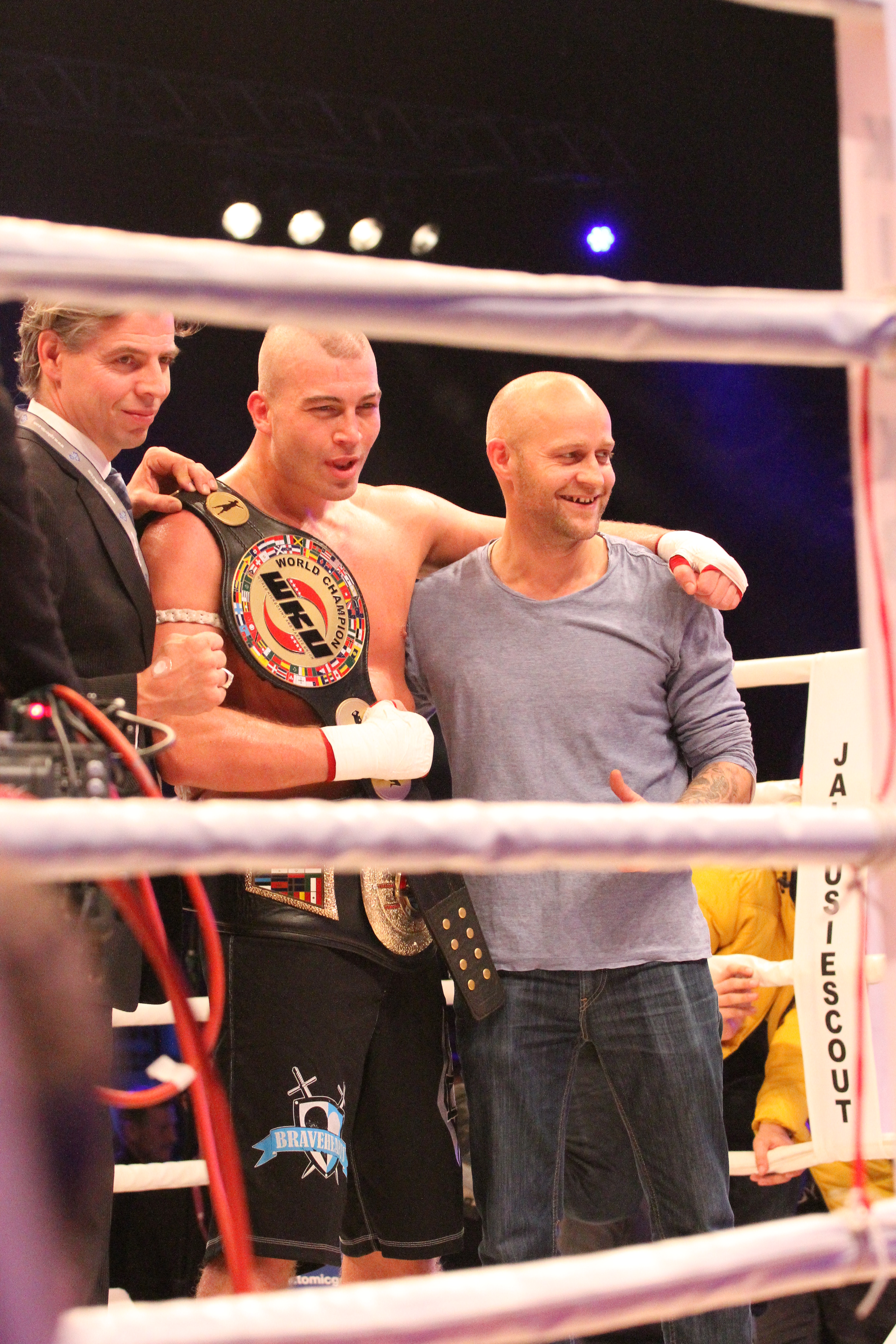
Daniel Dörrer und Jürgen Vogel
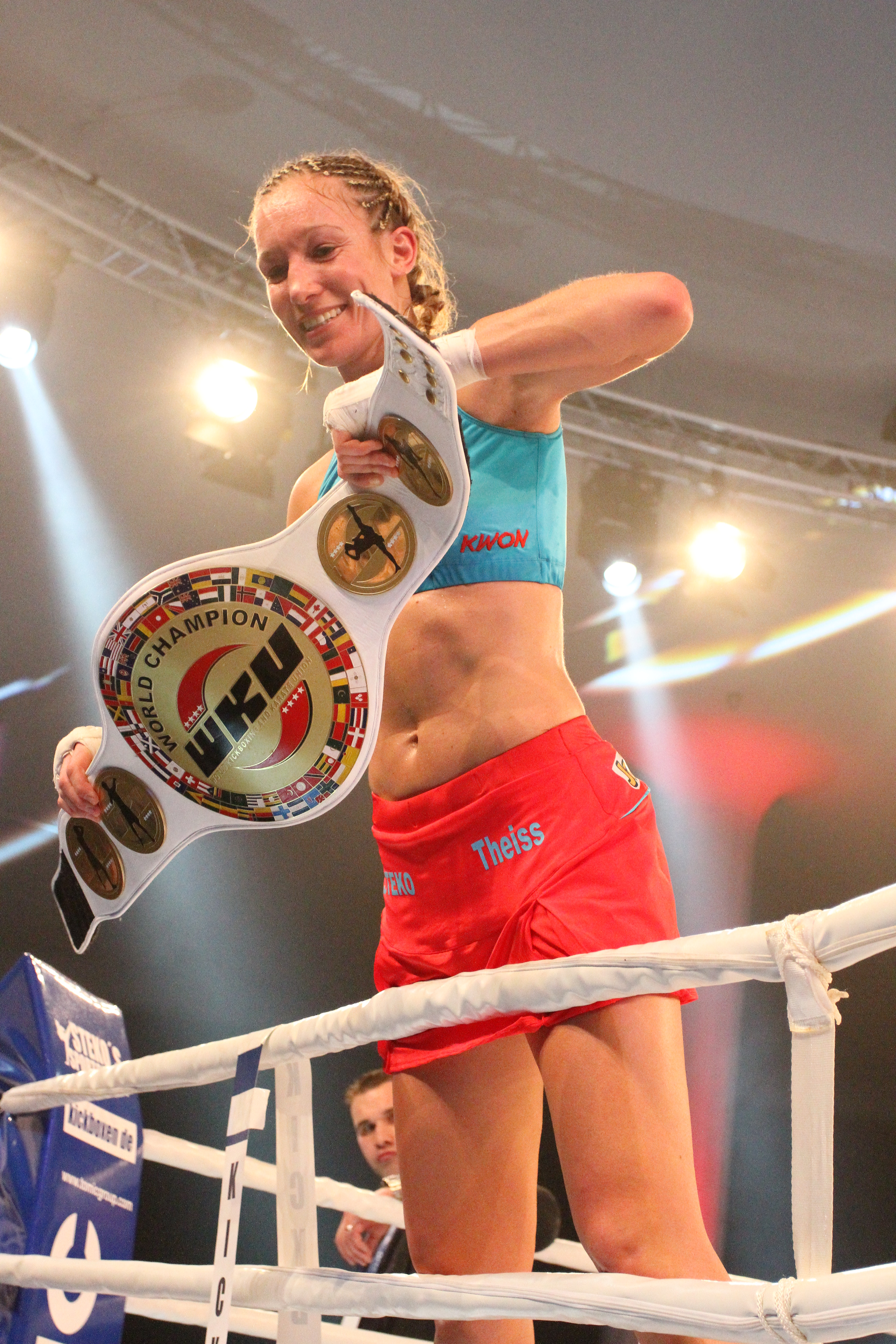
Christine Theiss 2013 WKU Weltmeisterschaft